# Нерубаевка
Нерубаевка (укр. Нерубаївка) — село в Ровнянской сельской общине Новоукраинского района Кировоградской области Украины.
Население по переписи 2001 года составляло 147 человек. Почтовый индекс — 27133. Телефонный код — 5251. Код КОАТУУ — 3524086002.